# Kevin Doure
Kevin Doure, né à Fort-de-France, est un trafiquant de drogue français.

## Biographie
Surnommé le « Pablo Escobar français »,,,, il est considéré à son apogée comme « l'un des plus grands trafiquants de cocaïne français ».
Ancien étudiant en droit, il avait déclaré une entreprise d'import-export domicilié aux Mureaux.
Arrêté en octobre 2013 avec des complices à la suite d'une enquête de l'Office central pour la répression du trafic illicite des stupéfiants (OCRTIS),, il travaillait avec des intermédiaires vénézuéliens — ces derniers se procurant la drogue en Colombie — pour l'importer vers l'Europe. Son réseau utilisait le « rip off » (placer la marchandise dans un conteneur avant son chargement sur un navire), avec des complicité parmi les dockers en Martinique, à Sainte-Lucie, au Havre et à Dunkerque,,.
En juin 2018, il est condamné à 22 années d'emprisonnement.